# Sandwichkonstruktion

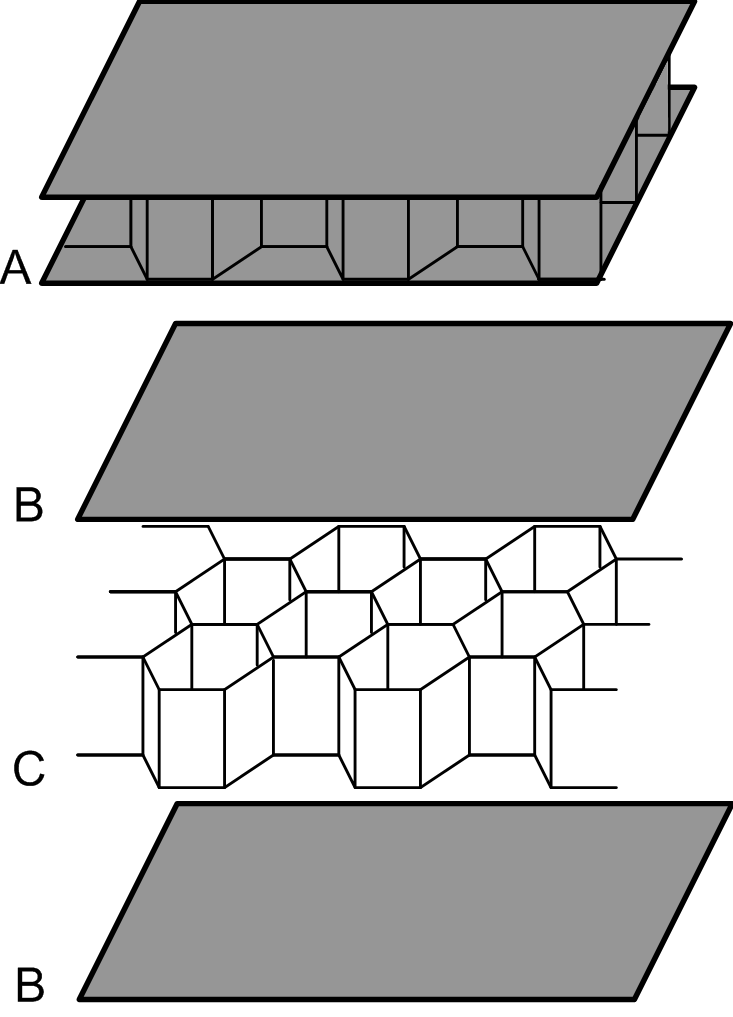
Sandwichkonstruktion där A visar den kompletta konstruktionen, och där B är ytterskikten som omger C som är mellanskiktet

Sandwichkonstruktion är en materialkonstruktion där man satt samman tunna skikt av ett jämförelsevis hållfast material på vardera sidan av ett tjockare skikt av lätt, men i förhållande till sin vikt, hållfast material. Mellanskiktet bör tåla skjuvning ganska bra, medan de tryck- och dragkrafter som uppstår vid böjning av skivan tas upp av ytterskikten. På så sätt får man ett skivmaterial som är både lätt och hållfast – betydligt lättare jämfört vad som skulle krävas för att uppnå samma styrka med bara en tjock skiva av det hållfastare av materialen. 
Exempel på sandwichkonstruktioner är cellplast mellan aluminiumplåtar (vanligt i till exempel kylskåp och husvagnar) och bikakestruktur av papp mellan två skivor masonit (vanligt i inomhusdörrar och skåpluckor). En ännu vanligare sandwichkonstruktion är wellpapp, bestående av ett skikt veckat papper (fluting) limmat mellan två skikt plant papper (liner), vilken emellertid har hög böjhållfasthet bara i en riktning.
En sandwichkonstruktion kan även vara välvd; exempelvis används det i båtar där en kärna av hård skumplast eller skivor av balsa mellan två skikt av glasfiberarmerad plast. Mellanskiktet kan då bestå av en skumplast som sprutats in mellan glasfiberskikten som sedan härdar till ett styvt skum, eller också lägger man upp ett glasfiberlaminat som man lägger en skiva av hård skumplast som sedan lamineras med ytterligare ett glasfiberskikt. Den här konstruktionen används i exempelvis plastbåtars däck, det är även vanligt när det byggs one-off-båtar och fartyg med den här tekniken. I Sverige har Karlskronavarvet varit ledande när det gäller fartyg av sandwichkonstruktion.
I byggproduktionen används sandwichkonstruktioner bland annat som fasadelement. De består av en bärande inre skiva, av en värmeisolering och ett ytskikt som kan vara betong, tegel eller plåt.